# Atalaia do Norte
Atalaia do Norte é um município brasileiro do interior do estado do Amazonas, Região Norte do país. Pertencente à Região Geográfica Intermediária de Tefé e Região Geográfica Imediata de Tabatinga, localiza-se a sudoeste de Manaus, capital do estado, distando desta cerca de 1 136 km.
Ocupa uma área de 76 354,985 km² e sua população, estimada pelo Instituto Brasileiro de Geografia e Estatística (IBGE) em 2022, era de 15 314 habitantes, sendo assim o quinquagésimo município mais populoso do estado do Amazonas e o sexto de sua microrregião.
O município de Atalaia do Norte é mundialmente conhecido por abranger grande parte da Terra Indígena Vale do Javari, a qual é a maior reserva de índios isolados do mundo, além de ter sido o local de uma das maiores quedas cósmicas da história moderna, que ficou conhecida como Evento do Rio Curuçá.

## História
Os habitantes originais da região eram os índios matsés, ticunas e marúbos.
Entre os anos 1864 e 1874, ocorreram confrontos na região entre os indígenas e o pessoal das comissões mistas brasileiro-peruanas encarregadas das demarcações de fronteiras.
Em 1938 foi criado o distrito de "Remate de Males", subordinado ao município de Benjamin Constant. Foi elevado à categoria de município com a denominação de Atalaia do Norte pela lei estadual nº 96 de 19 de dezembro de 1955.
Um acontecimento ocorrido em junho de 2022 tornou o município de Atalaia do Norte mundialmente famoso: o assassinato dos ambientalistas e indigenistas Bruno Pereira e Dom Phillips.

### Assassinato de Bruno Pereira e Dom Phillips
Bruno e Dom visitaram o Lago do Jaburu, uma localidade próxima da Base de Vigilância da Fundação Nacional do Índio (Funai) no rio Ituí, para entrevistar indígenas e ribeirinhos para um livro sobre a Amazônia. Mais tarde, com a expedição praticamente concluída, eles se deslocaram para a comunidade São Rafael, onde fariam uma reunião com um pescador local.
O crime ocorreu no trajeto entre a comunidade e o município de Atalaia do Norte. Após 10 dias de buscas, um dos suspeitos presos pela Polícia Federal (PF) confessou o envolvimento nos assassinatos e indicou a localização dos corpos. Os restos mortais encontrados foram levados a Brasília, periciados e confirmados como pertencentes a Bruno Pereira e Dom Phillips.

## Demografia
Dados do Censo - 2016
População Total: 18 549
- Urbana: 10 175
- Rural: 8 374
- Homens: 5 229
- Mulheres: 4 820

### Desenvolvimento humano
Índice de Desenvolvimento Humano: 0,450 (2010)
- IDH-Renda: 0,493 (2010)
- IDH-Longevidade: 0,665 (2010)
- IDH-Educação: 0,518 (2010)

O mais recente IDH do município é um dos menores do país, semelhante a de países africanos como Zimbábue e Ruanda.

## Geografia
Possui uma área de 76 355 km² representando 4,8611% do estado, 1,9815% da região e 0,8987% de todo o território brasileiro. Localiza-se a uma latitude 04º22'19" sul e a uma longitude 70º11'31" oeste, estando a uma altitude de 65 metros.

### Clima
| Dados climatológicos para Atalaia do Norte | Dados climatológicos para Atalaia do Norte | Dados climatológicos para Atalaia do Norte | Dados climatológicos para Atalaia do Norte | Dados climatológicos para Atalaia do Norte | Dados climatológicos para Atalaia do Norte | Dados climatológicos para Atalaia do Norte | Dados climatológicos para Atalaia do Norte | Dados climatológicos para Atalaia do Norte | Dados climatológicos para Atalaia do Norte | Dados climatológicos para Atalaia do Norte | Dados climatológicos para Atalaia do Norte | Dados climatológicos para Atalaia do Norte | Dados climatológicos para Atalaia do Norte |
| Mês                                        | Jan                                        | Fev                                        | Mar                                        | Abr                                        | Mai                                        | Jun                                        | Jul                                        | Ago                                        | Set                                        | Out                                        | Nov                                        | Dez                                        | Ano                                        |
| ------------------------------------------ | ------------------------------------------ | ------------------------------------------ | ------------------------------------------ | ------------------------------------------ | ------------------------------------------ | ------------------------------------------ | ------------------------------------------ | ------------------------------------------ | ------------------------------------------ | ------------------------------------------ | ------------------------------------------ | ------------------------------------------ | ------------------------------------------ |
| Temperatura máxima média (°C)              | 31,2                                       | 31,5                                       | 31,5                                       | 31,1                                       | 31                                         | 30,6                                       | 31,3                                       | 31,8                                       | 32,1                                       | 32,2                                       | 31,7                                       | 31,4                                       | 31,1                                       |
| Temperatura mínima média (°C)              | 22,1                                       | 22                                         | 22,2                                       | 22                                         | 21,7                                       | 20,1                                       | 20,1                                       | 18,5                                       | 20,7                                       | 21,5                                       | 22,3                                       | 22,1                                       | 21,5                                       |
| Precipitação (mm)                          | 360,8                                      | 283,6                                      | 356,3                                      | 294,4                                      | 237,9                                      | 151,5                                      | 129,1                                      | 132,1                                      | 214,9                                      | 232,1                                      | 237,9                                      | 294,8                                      | 2 925,4                                    |
| Fonte: Jornal do Tempo - 2014              |                                            |                                            |                                            |                                            |                                            |                                            |                                            |                                            |                                            |                                            |                                            |                                            |                                            |

## Organização Político-Administrativa
O Município de Atalaia do Norte possui uma estrutura político-administrativa composta pelo Poder Executivo, chefiado por um Prefeito eleito por sufrágio universal, o qual é auxiliado diretamente por secretários municipais nomeados por ele, e pelo Poder Legislativo, institucionalizado pela Câmara Municipal de Atalaia do Norte, órgão colegiado de representação dos munícipes que é composto por vereadores também eleitos por sufrágio universal.

## Infraestrutura

### Saúde
Em 2009 o município possuía um total de 3 estabelecimentos de saúde, sendo todos estes públicos municipais ou estaduais, entre hospitais, pronto-socorros, postos de saúde e serviços odontológicos. Neles havia 31 leitos para internação. Em 2014, 99,87% das crianças menores de 1 ano de idade estavam com a carteira de vacinação em dia. O índice de mortalidade infantil entre crianças menores de 5 anos, em 2016, foi de 34,21 indicando um aumento em comparação a 1995, quando o índice foi de 32,26 óbitos a cada mil nascidos vivos. Entre crianças menores de 1 ano de idade, a taxa de mortalidade reduziu de 32,26 (1995) para 26,68 a cada mil nascidos vivos, totalizando, em números absolutos, 187 óbitos nesta faixa etária entre 1995 e 2016. No mesmo ano, 27,11% das crianças que nasceram no município eram de mães adolescentes, uma das maiores incidências entre os municípios amazonenses, em se tratando de planejamento familiar. Conforme dados do Sistema Único de Saúde (SUS), órgão do Ministério da Saúde, a taxa de mortalidade devido a acidentes de transportes terrestres registrou 5,38 óbitos em 2016, revelando um aumento comparando-se com o resultado de anos anteriores, quando não se registrou nenhum óbito neste indicador. Ainda conforme o SUS, baseado em pesquisa promovida pelo Sistema de Informações Hospitalares do DATASUS, não houve internações hospitalares relacionadas ao uso abusivo de bebidas alcoólicas e outras drogas, entre 2008 e 2017.
A taxa de mortalidade infantil média na cidade é de 30,02 para 1 000 nascidos vivos, sendo a sexta maior no Amazonas, com apenas Amaturá, Nhamundá, Ipixuna, São Paulo de Olivença e São Gabriel da Cachoeira registrando índices maiores. Em 2016, 44,44% das mortes de crianças com menos de um ano de idade foram em bebês com menos de sete dias de vida. Óbitos ocorridos em crianças entre 7 e 27 dias de não foram registrados. Outros 55,56% dos óbitos foram em crianças entre 28 dias e um ano de vida. No referido período, houve 11 registros de mortalidade materna, que é quando a gestante entra em óbito por complicações decorrentes da gravidez. O Ministério da Saúde estima que 50% das mortes que ocorreram em 2016, entre menores de um ano de idade, poderiam ter sido evitadas, especialmente pela adequada atenção à saúde da gestante, bem como pela adequada atenção à saúde do recém-nascido. Cerca de 99,8% das crianças menores de 2 anos de idade foram pesadas pelo Programa Saúde da Família em 2014, sendo que 0,2% delas estavam desnutridas.
Atalaia do Norte possuía, até 2009, estabelecimentos de saúde especializados em clínica médica, obstetrícia e pediatria e nenhum estabelecimento de saúde com especialização em cirurgia bucomaxilofacial, neurocirurgia, psiquiatria e outras especialidades médicas. Dos estabelecimentos de saúde, apenas 1 deles era com internação. Até 2016, havia 14 registros de casos de HIV/AIDS, tendo uma taxa de incidência, em 2016, de 0 casos a cada 100 mil habitantes, e a mortalidade, em 2016, de 0 óbitos a cada 100 mil habitantes. Entre 2001 e 2012 houve 97 casos de doenças transmitidas por mosquitos e insetos, sendo as principais delas a leishmaniose e a dengue.

### Educação
A Secretaria de Estado da Educação e Qualidade do Ensino (SEDUC) mantém no município cinco escolas, ministrando ensino médio e fundamental.